# Île d'Alma
L'île d'Alma est située à la sortie du lac Saint-Jean entre la Grande-Décharge au nord et la Petite-Décharge au sud, qui sont les tronçons de la rivière Saguenay à cet endroit. Elle est surtout peuplée dans sa section est où est située la limite nord de la municipalité d'Alma. Ce nom lui a probablement été donnée par l'arpenteur Edmond Duberger qui travaillait dans cette région à l'époque de la guerre de Crimée. Elle rappelle en effet la victoire de l'armée anglo-française sur les troupes russes lors de la bataille de l'Alma. Le nom apparaît en tout cas dans l'un des rapports de l'arpenteur datant de 1861. L'île est longue de 13 km et large de 5.

### Webographie
- Ressources relatives à la géographie :   - Banque de noms de lieux du Québec
  - Base de données toponymiques du Canada